# Orfelia tamoyoi
Orfelia tamoyoi är en tvåvingeart som beskrevs av Lane 1950. Orfelia tamoyoi ingår i släktet Orfelia och familjen platthornsmyggor. Inga underarter finns listade i Catalogue of Life.